# Gunship
Gunship é uma banda britânica de synthwave que se destaca pela sua sonoridade única e por suas temáticas inspiradas em filmes de ficção científica e videogames.
Formada em 2014 pelos músicos Dan Haigh e Alex Westaway, a banda rapidamente ganhou reconhecimento por sua música nostálgica e influenciada pelos anos 80. Com o tempo, o baterista Alex Gingell juntou-se ao grupo, consolidando a formação do trio que hoje é conhecido por seus shows energéticos e pela sua dedicação em criar uma experiência audiovisual imersiva para os fãs.
O som da banda é uma mistura única de elementos de rock, pop e eletrônica, que cria uma atmosfera nostálgica e cativante para os fãs da música dos anos 80. A banda já lançou dois álbuns de estúdio - "Gunship" (2015), "Dark All Day" (2018), sempre conquistando novos fãs e elogios da crítica especializada.
Com sua música contagiante, a Gunship é uma das bandas mais aclamadas da cena synthwave e tem uma crescente base de fãs em todo o mundo.

## História
Haigh e Westaway, dois membros da banda Fightstar que deixou de tocar em 2010, decidiram unir suas habilidades musicais em um novo projeto, o Gunship. Em parceria com o baterista Gingell, eles buscaram criar uma banda que inspirasse as trilhas sonoras dos filmes de ficção científica dos anos 80.
A experiência musical de Dan Haigh e Alex Westaway foi essencial para o desenvolvimento de uma sonoridade única em sua nova empreitada. Rapidamente, o Gunship chamou a atenção da cena musical por conta da originalidade de sua proposta.
Em 2015, a banda lançou seu primeiro álbum, intitulado "Gunship", que foi muito bem recebido pela crítica. O trabalho foi elogiado por sua habilidade em trazer de volta a essência da música eletrônica dos anos 80, com um toque moderno e autêntico. A partir de então, a banda passou a realizar shows ao redor do mundo, conquistando cada vez mais fãs e admiradores.
Em 2018, a banda lançou seu segundo álbum intitulado "Dark All Day". Este álbum apresentou diversas participações de artistas convidados, tais como Tim Cappello, o saxofonista e cantor de "I Still Believe" da trilha sonora do filme "The Lost Boys" de 1984, e Sharon den Adel, vocalista da banda de rock americana Within Temptation. O álbum  foi um sucesso estrondoso, recebendo críticas positivas dos fãs e da crítica, consolidando a posição da banda como uma das mais importantes na cena synthwave.
Em 2018, a banda criou a música "Art3mis & Parzival" especialmente para fazer parte da trilha sonora do filme Ready Player One. Essa oportunidade única permitiu que a banda expandisse sua audiência, apresentando sua música a um público ainda maior. O sucesso da trilha sonora do filme foi um ponto de destaque na carreira da banda e ajudou a consolidar sua posição como um dos grupos musicais mais inovadores e talentosos da atualidade.
Em 2019, o Gunship apareceu no filme documentário The Rise of the Synths, que explorou as origens e o crescimento do gênero Synthwave. Westaway, Haigh e Gingell apareceram ao lado de vários outros compositores da cena, incluindo John Carpenter, que também estrelou e narrou o filme.

## Estilo Musical
O estilo musical da Gunship é uma mistura única de elementos de rock, pop e eletrônica, com forte influência da música dos anos 80. A banda é conhecida por suas letras temáticas inspiradas em filmes de ficção científica e videogames, e por suas produções audiovisuais imersivas e sofisticadas.
A sonoridade da banda é marcada pelo uso de sintetizadores vintage, guitarras com efeitos de distorção, baterias eletrônicas e vocais envolventes. Suas músicas são cheias de elementos cativantes e nostálgicos que evocam a atmosfera dos filmes de ficção científica da década de 80.

## Legado e Influência
A Gunship é considerada uma das bandas mais importantes da cena synthwave, tendo contribuído para popularizar o gênero nos últimos anos. Sua música influenciou diversas outras bandas e artistas do gênero, que foram inspirados pelo seu estilo único e suas produções audiovisuais sofisticadas.

## Discografia
A discografia da banda Gunship inclui dois álbuns de estúdio:
| Gunship (2015) |                                                          |         |  |
| N.º            | Título                                                   | Duração |  |
| 1.             | "The Mountain"                                           | 4:24    |  |
| 2.             | "Revel In Your Time"                                     | 4:07    |  |
| 3.             | "Tech Noir"                                              | 4:57    |  |
| 4.             | "Shadow Fury"                                            | 4:12    |  |
| 5.             | "Pink Mist"                                              | 4:02    |  |
| 6.             | "Kitsune"                                                | 3:59    |  |
| 7.             | "Black Sun On The Horizon"                               | 4:47    |  |
| 8.             | "The Hegemon"                                            | 3:52    |  |
| 9.             | "Fly For Your Life"                                      | 4:39    |  |
| 10.            | "Maximum Black"                                          | 5:39    |  |
| 11.            | "Tech Noir (Carpenter Brut Remix)"                       | 3:29    |  |
| 12.            | "Revel In Your Time (Miami Nights 1984 Remix)"           | 4:11    |  |
| 13.            | "Black Sun On The Horizon (Makeup and Vanity Set Remix)" | 5:03    |  |

| Dark All Day (2018) |                                               |         |  |
| N.º                 | Título                                        | Duração |  |
| 1.                  | "Woken Furies"                                | 5:07    |  |
| 2.                  | "Dark All Day (feat. Tim Cappello & Indiana)" | 5:27    |  |
| 3.                  | "When You Grow Up, Your Heart Dies"           | 5:49    |  |
| 4.                  | "The Drone Racing League"                     | 4:41    |  |
| 5.                  | "Rise The Midnight Girl"                      | 5:47    |  |
| 6.                  | "Thrasher"                                    | 5:15    |  |
| 7.                  | "Black Blood Red Kiss (feat. Kat Von D)"      | 5:36    |  |
| 8.                  | "Time After Time"                             | 4:03    |  |
| 9.                  | "Honour Among Thieves"                        | 4:40    |  |
| 10.                 | "Art3mis & Parzival (feat. Stella Le Page)"   | 4:52    |  |
| 11.                 | "Symmetrical"                                 | 3:32    |  |
| 12.                 | "Cyber City"                                  | 5:59    |  |
| 13.                 | "The Gates Of Disorder"                       | 5:44    |  |

Além disso, a banda também lançou vários singles e EPs ao longo dos anos.

## Colaborações
Ao longo de sua carreira, o Gunship colaborou com vários artistas notáveis para criar músicas únicas e memoráveis. Algumas dessas colaborações incluem:
- "Tech Noir" com John Carpenter

A banda contou com a participação do lendário diretor de cinema John Carpenter em sua faixa "Tech Noir" do album de 2015 "Gunship". 
Carpenter emprestou sua voz para a abertura da música, oferecendo um monólogo sombrio e apocalíptico. Quando questionado sobre o motivo pelo qual ele colaborou com o Gunship, Carpenter afirmou que achou o grupo "legal e legal", e que seria divertido trabalhar com eles. Ele também expressou sua satisfação com o ressurgimento da música de sintetizadores influenciada pelo retro e pelo terror, afirmando que "muita música boa está sendo feita".
- "Black Blood Red Kiss" com Kat Von D

A tatuadora e cantora Kat Von D contribuiu com vocais para a faixa "Black Blood Red Kiss", que apresenta uma mistura cativante de música eletrônica e rock.
- "The Drone Racing League Theme" com Jesper Kyd

O Gunship colaborou com o compositor de videogames Jesper Kyd para criar a música tema da Drone Racing League, uma liga de corridas de drones.

### Outras colaborações:
- Colaborou com Metrik na faixa "Electric Echo" (2016) [11]
- Remixou uma faixa para No Hope State de Lionface (2017) [12]

- Colaborou com Lazerhawk na faixa "Feel the Rush Tonight" (2017) [13]

- Incluiu a faixa "Vale of Shadows" no álbum Rise of the Synths EP2 companion oficial. (2017) [14]

- Lançou o single "Art3mis & Parzival" (2018) [15]

- Colaborou com Tim Cappello e Indiana para o single "Dark All Day" (2018), que está presente em seu álbum de mesmo nome. [16]

- Incluiu a faixa "Cthulhu" no álbum Fangoria Presents: Hollydoom (Original Magazine Soundtrack) (2019) [17]

- Colaborou com Tyler Bates e Dave Lombardo para "Berserker" na trilha sonora de Dark Nights: Death Metal [18]

Essas colaborações demonstram a capacidade do Gunship de trabalhar com uma variedade de artistas e gêneros para criar algo novo e emocionante.